# Océanite d'Elliot
Oceanites gracilis
Espèce
Synonymes
Thalassidroma gracilis
Statut de conservation UICN

 DD  : Données insuffisantes
L'Océanite d'Elliot (Oceanites gracilis) est une espèce d'oiseaux de la famille des Oceanitidae.

## Répartition
Cette espèce vit sur le courant de Humboldt et aux îles Galápagos.

## Sous-espèces
D'après la classification de référence (version 14.1, 2024) de l'Union internationale des ornithologues, l'Océanite d'Elliot possède 2 sous-espèces :
- Oceanites gracilis gracilis, (Elliot, DG, 1859) ;
- Oceanites gracilis galapagoensis Lowe, 1921.